# ديف جونز
ديف جونز (بالإنجليزية: Dave Jones )‏ (و. 1962 – م) هو محامي، وسياسي، من الولايات المتحدة الأمريكية، ولد في فيلادلفيا، بنسيلفانيا، هو عضوٌ في الحزب الديمقراطي الأمريكي.

## مناصب
تولى منصب عضو الجمعية ولاية كاليفورنيا.

## التعليم
تعلم في جامعة ديباو، وكلية كينيدي بجامعة هارفارد، وكلية هارفارد للحقوق.